# Дуб звичайний-2 (пам'ятка природи, Маневицький район)
Дуб звичайний-2 — ботанічна пам'ятка природи місцевого значення. Об'єкт розташований на території Маневицького району Волинської області, ДП «Городоцьке ЛГ», Городоцьке лісництво, кв. 14, вид. 19.
Площа — 0,01 га, статус отриманий у 1972 році.
Охороняється два вікових екземпляра дуба звичайного (Quercus robur), віком до 300 років, включених у насіннєвий генофонд.